# Luan Zhengrong
Luan Zhengrong (chiń. 栾正荣; ur. 7 kwietnia 1974 w Jilin) – chińska biegaczka narciarska. Była uczestniczką Mistrzostw świata w narciarstwie klasycznym w Lahti (2001), a także Zimowych Igrzysk Olimpijskich w Nagano (1998) i Salt Lake City (2002).

## Osiągnięcia

### Igrzyska olimpijskie
| Miejsce | Dzień     | Rok  | Miejscowość    | Konkurencja                            | Czas biegu  | Strata       | Zwyciężczyni      |
| ------- | --------- | ---- | -------------- | -------------------------------------- | ----------- | ------------ | ----------------- |
| 51.     | 8 lutego  | 1998 | Hakuba         | 15 km stylem klasycznym                | 53:48,4 min | +6:53,0 min  | Olga Daniłowa     |
| 68.     | 10 lutego | 1998 | Hakuba         | 5 km stylem klasycznym                 | 20:30,0 min | +2:52,1 min  | Łarisa Łazutina   |
| 62.     | 12 lutego | 1998 | Hakuba         | 15 km bieg łączony                     | 53:24,3 min | +7:17,4 min  | Łarisa Łazutina   |
| 52.     | 9 lutego  | 2002 | Soldier Hollow | 15 km stylem dowolnym (start masowy)   | 47:43,7 min | +7:49,3 min  | Stefania Belmondo |
| 50.     | 12 lutego | 2002 | Soldier Hollow | 10 km stylem klasycznym                | 32:35,3 min | +4:29,7 min  | Bente Skari       |
| 50.     | 19 lutego | 2002 | Soldier Hollow | sprint stylem dowolnym                 |             |              | Julija Czepałowa  |
| 41.     | 24 lutego | 2002 | Soldier Hollow | 30 km stylem klasycznym (start masowy) | 1:49:37,7 h | +18:40,6 min | Gabriella Paruzzi |

### Mistrzostwa świata
| Miejsce | Dzień     | Rok  | Miejscowość | Konkurencja             | Czas biegu  | Strata      | Zwyciężczyni   |
| ------- | --------- | ---- | ----------- | ----------------------- | ----------- | ----------- | -------------- |
| 55.     | 15 lutego | 2001 | Lahti       | 15 km stylem klasycznym | 52:00,4 min | +8:05,6 min | Bente Skari    |
| 57.     | 20 lutego | 2001 | Lahti       | 10 km stylem klasycznym | 31:10,2 min | +4:14,7 min | Bente Skari    |
| 45.     | 21 lutego | 2001 | Lahti       | sprint stylem dowolnym  |             |             | Pirjo Manninen |